# Dębczyna (powiat lubartowski)
Dębczyna – wieś w Polsce, położona w województwie lubelskim, w powiecie lubartowskim, w gminie Kamionka. Do 31 grudnia 2024 wieś nosiła nazwę Samoklęski-Kolonia Pierwsza.
W latach 1975–1998 miejscowość administracyjnie należała do ówczesnego województwa lubelskiego.
Wieś stanowi sołectwo gminy Kamionka.